# Condado de Edmonson
O Condado de Edmonson é um dos 120 condados do estado americano de Kentucky. A sede do condado é Brownsville, e sua maior cidade é Brownsville. O condado possui uma área de 798 km² (dos quais 14 km² estão cobertos por água), uma população de 11 644 habitantes, e uma densidade populacional de 15 hab/km² (segundo o censo nacional de 2000). O condado foi fundado em 1825. O condado proíbe a venda de bebidas alcoólicas.